# Lihme
Lihme er en by på halvøen Salling ved Venø Bugt med 263 indbyggere  (2024), beliggende 9 km sydvest for Rødding, 12 km vest for Balling, 24 km sydvest for Roslev og 20 km vest for Skive. Byen hører til Skive Kommune og ligger i Region Midtjylland. I 1970-2006 hørte byen til Spøttrup Kommune.
Lihme hører til Lihme Sogn. Lihme Kirke ligger i byen.

## Faciliteter
- Børnehuset Fjordbo er en nybygget institution med plads til 25 børnehavebørn og 10 vuggestuebørn.[2]
- I Lihme Medborgerhus kan der dækkes op til 150 personer. Medborgerhuset ligger ved sportsplads, tennisbaner, petanquebane, udekøkken, bålplads og legeplads.
- Lihme Skole er nedlagt, men skolegården er parkeringsplads for både børnehuset og medborgerhuset.
- Lihme har Dagli'Brugs.

## Historie

### Landsbyen
I 1901 blev Lihme beskrevet således: "Lime med Kirke, Missionshus (opført 1889) og Skole; Aalbæk med Præstegaard og Skole;" Det høje målebordsblad fra 1800-tallet viser desuden fattighuse i både Lihme og Ålbæk.
Lihme Sogn delte ikke præst med andre sogne. Lihme pastorat blev grundlaget for Lihme sognekommune, der fungerede frem til kommunalreformen i 1970.

### Stationsbyen
1. februar 1931 fik Lihme forbindelse med Vestsallingbanen (1924-66). Der blev ikke lagt skinner til Lihme, men passagerer og gods blev kørt med banens rutebil eller lastbil til og fra Brodal Station 3 km mod øst. Baneselskabet købte en købmandsbutik og ombyggede den til jernbanestation med billetsalg og godsekspedition som de andre stationer. Stationsbygningen er bevaret på Amtsvejen 1.
Det lave målebordsblad fra 1900-tallet viser to bagerier, telefoncentral og forsamlingshus. Missionshuset lå ½ km nord for Lihme.